# ALIVE (KAI 30th Anniversary BEST)
『ALIVE』（アライブ）は2004年10月20日にリリースされた、甲斐バンド－甲斐よしひろのデビュー30周年を記念して制作されたリマスター・ベスト盤。

## 概要
デビューした1974年から2004年までに発表された楽曲から選曲。大半が甲斐バンド時代の楽曲で、KAI FIVE時代の楽曲も収録。全曲、甲斐よしひろ監修によるデジタル・リマスタリング仕様。クレジットはされていないが、17曲全ての演奏が終了した直後、18～24までの空白のトラックが存在、トラック25に『25時の追跡（LIVE）』がシークレット・トラックとして収録されている。

## 収録曲
1. 裏切りの街角
2. かりそめのスウィング
3. HERO（ヒーローになる時、それは今）
4. 翼あるもの
5. 安奈
6. ビューティフル・エネルギー
7. 漂泊者（アウトロー）
8. 破れたハートを売り物に
9. BLUE LETTER
10. シーズン
11. フェアリー（完全犯罪）
12. 電光石火BABY
13. レイン
14. 幻惑されて
15. 風の中の火のように
16. 嵐の明日
17. LOVE is No.1